# Hipótese de Lindelöf
A Hipótese de Lindelöf é uma conjectura feita pelo matemático finlandês Ernst Leonard Lindelöf (Lindelöf (1908)) sobre a taxa de crescimento da função zeta de Riemann na linha crítica implícita na hipótese de Riemann.
Para qualquer ε > 0, 
{\displaystyle \zeta \left({\frac {1}{2}}+it\right)=O(t^{\varepsilon }),}
à medida que t tende para o infinito (Notação Big O). Já que ε pode ser substituído por um valor menor, podemos escrever a conjectura da seguinte forma: para qualquer positivo ε,
{\displaystyle \zeta \left({\frac {1}{2}}+it\right)=o(t^{\varepsilon }).}

## A função μ
Se σ é real, então µ(σ) é definido como sendo o ínfimo de todos os números reais 'a' , tais que ζ(σ + iT) = S(T a). Podemos ver que µ(σ) = 0 para s > 1, e a equação funcional da função zeta implica que µ(σ) = μ(1 − σ) − σ + 1/2. O Princípio de Phragmen–Lindelöf implica que µ é uma função convexa. Os estados μ(1/2) = 0, juntamente com as propriedades de μ implicam que µ(σ) é de 0 para σ ≥ 1/2 e 1/2 − σ para σ ≤ 1/2.
O resultado de convexidade de Lindelöf implica junto com μ(1) = 0 e µ(0) = 1/2 em 0 ≤ μ(1/2) ≤ 1/4. O limite superior foi reduzido de 1/4 a 1/6 por Hardy e Littlewood  com a aplicação do método de estimativa de somas exponenciais de Weyl para a equação funcional aproximada. Desde então, o limite foi reduzido para pouco menos de 1/6 por diversos outros autores, utilizando longas provas técnicas, como a seguir:
| μ(1/2) ≤ | μ(1/2) ≤ | Autor                  |
| -------- | -------- | ---------------------- |
| 1/4      | 0.25     | Lindelöf (1908)        |
| 1/6      | 0.1667   | Hardy & Littlewood (?) |
| 163/988  | 0.1650   | Walfisz (1924)         |
| 27/164   | 0.1647   | Titchmarsh (1932)      |
| 229/1392 | 0.164512 | Phillips (1933)        |
|          | 0.164511 | Rankin (1955)          |
| 19/116   | 0.1638   | Titchmarsh (1942)      |
| 15/92    | 0.1631   | Min (1949)             |
| 6/37     | 0.16217  | Haneke (1962)          |
| 173/1067 | 0.16214  | Kolesnik (1973)        |
| 35/216   | 0.16204  | Kolesnik (1982)        |
| 139/858  | 0.16201  | Kolesnik (1985)        |
| 32/205   | 0.1561   | Huxley (2002, 2005)    |
| 53/342   | 0.1550   | Bourgain (2014)        |
| 13/84    | 0.1548   | Bourgain (2016)        |

## Relação com a hipótese de Riemann
Backlund (1918–1919) , mostrou que a Hipótese de Lindelöf equivale a declaração sobre os zeros da função zeta: para cada ε > 0, o número de zeros com parte real de pelo menos 1/2 + ε e a parte imaginária entre T e T + 1 é O(log(T)) T tende para o infinito. A hipótese de Riemann implica que não existem zeros em todos nessa região, e isso implica na Hipótese de Lindelöf. O número de zeros com parte imaginária entre T e T + 1 é conhecido por ser O(log(T)), de modo que a Hipótese de Lindelöf fica parecendo ser apenas um pouco mais forte do que o provado, mas, apesar disso, ele tem resistido a todas as tentativas para provar isso.

## Meios de poderes (ou momentos) da função zeta
A Hipótese de Lindelöf equivale a:
{\displaystyle {\frac {1}{T}}\int _{0}^{T}|\zeta (1/2+it)|^{2k}\,dt=O(T^{\varepsilon })}
Para todos os números inteiros positivos k e todos os números reais positivos ε. Isto tem sido provado para k = 1 ou 2, mas o caso k = 3, parece muito mais difícil e é ainda um problema em aberto.
Acredita-se que exista uma conjectura mais precisa sobre o comportamento assintótico da integral a seguir, para algumas constantes ck,j. 
{\displaystyle \int _{0}^{T}|\zeta (1/2+it)|^{2k}\,dt=T\sum _{j=0}^{k^{2}}c_{k,j}\log(T)^{k^{2}-j}+o(T)}
Provado para k = 1 e k = 2 por Littlewood e Heath-Brown (1979) respectivamente (a partir de um resultado de  Ingham (1926), que encontrou um termo líder).
Conrey & Ghosh (1998) sugeriu que o valor {\displaystyle (42/9!)\prod _{p}\left((1-p^{-1})^{4}(1+4p^{-1}+p^{-2})\right)} para o coeficiente principal, quando k é 6, e Keating & Snaith (2000) usado matriz aleatória para sugerir algumas conjecturas para os valores dos coeficientes maiores que k. Os coeficientes principais foram conjecturados para serem o produto de um fator elemental, um determinado produto sobre os números primos e o número de n por n Diagrama de Young dada pela sequência:
- 1, 1, 2, 42, 24024, 701149020, (sequência A039622 na OEIS).

## Outras consequências
O n-ésimo número primo  é denotando por pn, e Albert Ingham mostrou um resultado, que mostra a Hipótese de Lindelöf  implica para qualquer ε > 0,
{\displaystyle p_{n+1}-p_{n}\ll p_{n}^{1/2+\varepsilon }\,}
se n é suficientemente grande. Porém, esse resultado é muito pior do que a conjectura primeiro-gap.